# Igor Tamm
Igor Jevgenjevitj Tamm (russisk: Игорь Евгеньевич Тамм, tr. Igor Jevgenjevitj Tamm; født 8. juli 1895 i Vladivostok, Det Russiske Kejserrige, død 12. april 1971, Moskva, Russiske SFSR, Sovjetunionen) var en sovjetisk fysiker, der opdagede cherenkovstråling i 1934. For denne opdagelse vandt han Nobelprisen i fysik i 1958 sammen med Pavel Tjerenkov og Ilja Frank.